# Estación San Agustín (Metrocable de Caracas)
Estación San Agustín es una de las 5 estaciones de la primera fase del sistema Metrocable en el tramo San Agustín - Parque Central que abastece al sector de San Agustín en el Municipio Libertador al oeste del Distrito Metropolitano de Caracas,  y al centro norte del país sudamericano de Venezuela. Fue inaugurada en enero de 2010. Debe su nombre a la parroquia donde se ubica.
Sus obras iniciaron en 2006 y concluyeron con algunos retrasos en el 2010. Estuvo en pruebas desde el año 2009. Como parte de las obras se realizaron mejoras en el entorno y se construyó la Sala de Usos múltiples de la Estación San Agustín.
La estación se ubica cerca de la Avenida Ruiz Pineda, la Avenida Fuerzas Armadas y la Autopista Francisco Fajardo. Además existe una estación de Metrobús del Metro de Caracas.

Lamentablemente en 2017 la estación cerro sus puertas y no ha vuelto a funcionar